# Colli del Trasimeno Grechetto
Il Colli del Trasimeno Grechetto è un vino DOC la cui produzione è consentita nella provincia di Perugia.

## Caratteristiche organolettiche
- colore: giallo paglierino più o meno intenso fino al dorato
- odore: leggermente vinoso, delicato caratteristico
- sapore: secco o leggermente abboccato, vellutato, retrogusto lievemente amarognolo, fruttato, caratteristico, armonico

## Produzione
Provincia, stagione, volume in ettolitri
- nessun dato disponibile